# Список самых высоких зданий Ульсана

## Самые высокие здания
В этом списке приведены небоскрёбы Ульсана с высотой от 150 метров, основанные на стандартных измерениях высоты. Эта высота включает шпили и архитектурные детали, но не включает антенны радиовышек и башен. Существующие сооружения включены для построения рейтинга, основываясь на текущей высоте. Знак равенства (=) после места указывает на ту же высоту между двумя или более зданиями. В графе «Год» указан год, в котором здание было завершено. Отдельно стоящие башни, вантовые мачты и другие не жилые структуры включены для сравнения; однако, они не ранжированы.
| Место | Здание                                | Фото | Высота м (ф)      | Этажность | Год постройки | Район | Примечания |
| ----- | ------------------------------------- | ---- | ----------------- | --------- | ------------- | ----- | ---------- |
| 1     | Taehwa-River Iaan Exodium Tower 1     |      | 201 м (659 фут)   | 54        | 2010          |       |            |
| 1     | Taehwa-River Iaan Exodium Tower 2     |      | 201 м (659 фут)   | 54        | 2010          |       |            |
| 3     | Ulsan Doosan We've The Zenith Tower A |      | 182 м (597 фута)  | 48        | 2010          |       |            |
| 3     | Ulsan Doosan We've The Zenith Tower B |      | 182 м (597 фута)  | 48        | 2010          |       |            |
| 5     | Taehwa-River Exllu Tower A            |      | 162 м (531 фута)  | 43        | 2011          |       |            |
| 5     | Taehwa-River Exllu Tower B            |      | 162 м (531 фута)  | 43        | 2011          |       |            |
| 7     | Majes Tower 201                       |      | 158 м (518 футов) | 42        | 2010          |       |            |
| 8     | Hyundai Marine & Fire Insurance       |      | 154 м (505 фута)  | 20        | 2000          |       |            |
| 9     | Majes Tower 202                       |      | 151 м (495 фут)   | 40        | 2010          |       |            |
| 9     | Taehwa-River Exllu Tower C            |      | 151 м (495 фут)   | 40        | 2010          |       |            |